# Stenocrepis tibialis
Stenocrepis tibialis är en skalbaggsart som beskrevs av Chevorlat. Stenocrepis tibialis ingår i släktet Stenocrepis och familjen jordlöpare. Inga underarter finns listade i Catalogue of Life.

## Bildgalleri

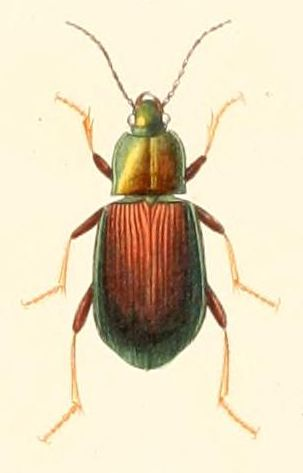